# Fiat R.2
Il Fiat R.2 era un monomotore da ricognizione biplano biposto sviluppato dall'azienda italiana Fiat Aviazione nei tardi anni dieci del XX secolo.
Secondo alcune fonti fu il primo velivolo a vedere la luce con il marchio Fiat, mentre altri indicano che la produzione sarebbe avvenuta ancora con la precedente denominazione di Società Italiana Aviazione; in questo caso la bibliografia indica il velivolo come S.I.A. R-2.

## Storia del progetto
Nato nel corso del 1918, il progetto del ricogniotre R.2 viene attribuito, ancora una volta secondo fonti diverse, all'ingegner Celestino Rosatelli oppure all'ingegner Miro Gamba. In questo secondo caso, comunque, l'opera di Rosatelli sarebbe stata destinata all'irrobustimento generale della struttura e, più nello specifico, alla revisione degli impennaggi.
Ulteriormente discordanti tra loro, le notizie reperite indicano che il progetto sarebbe derivato dalla revisione di un precedente modello realizzato dalla SIA: in alcuni casi questo viene identificato nel SIA 7B o, più in dettaglio, SIA 7B-2, mentre altri indicano che discendesse dal SIA 9.

## Tecnica
Il Fiat R.2 era un biplano di tipo classico per l'epoca, dotato di un singolo motore all'estrema prua, con doppio abitacolo aperto in disposizione tandem); le ali (secondo alcuni di apertura tra loro diversa) erano tra loro collegate da una doppia coppia di montanti ed impennaggio monoplano controventato inferiormente.
Il carrello d'atterraggio era fisso, di tipo biciclo, con elementi monoruota tra loro collegati da un assale rigido; posteriormente era integrato con un pattino d'appoggio.
Il motore installato era il Fiat A.12bis: si trattava di un 6 cilindri in linea, raffreddato a liquido, capace di erogare la potenza di 300 CV; azionava un'elica bipala.
L'armamento era costituito da due mitragliatrici: una fissa, sul lato destro della fusoliera (sparante mediante sincronizzatore attraverso il disco dell'elica), ed una brandeggiabile a disposizione dell'osservatore.

## Impiego operativo
In Italia il velivolo venne utilizzato dal Servizio Aeronautico del Regio Esercito nelle fasi finali della prima guerra mondiale mentre l'aviazione turca lo impiegò nel corso di azioni belliche durante la guerra d'indipendenza.
La 114ª Squadriglia ne riceve alcuni nell'ottobre 1918 ed il 30 ottobre un R.2 viene abbattuto a Sacile oltre il Piave dalla contraerea durante un attacco al suolo.
La 112ª Squadriglia ne riceve uno nell'ottobre 1918.
La 115ª Squadriglia ne riceve uno il 22 ottobre 1918.
La 39ª Squadriglia ne collauda uno il 28 ottobre 1918, ne riceve alcuni alla fine del 1919 e dopo l'estate 1921 transita sugli R.2.
La 38ª Squadriglia dopo la guerra passa sugli R.2 e dopo essere sciolta il 20 dicembre 1920 nel 1922 rinasce sugli R.2.
Al 15 gennaio 1919 la 25ª Squadriglia ne aveva 12 esemplari.
Il Servizio Aeronautico avanzò un primo sostanzioso ordine per 500 esemplari del velivolo che venne però ridotto a 129 aerei in seguito alla cessazione delle ostilità; la 113ª Squadriglia transita sugli R.2 dal 1922.
Nel corso del 1923 il produttore fu chiamato a realizzare altri nove velivoli per sostituire quelli usurati durante l'impiego nei rispettivi reparti.
Nel settembre 1926 la 36ª Squadriglia va a Mogadiscio sugli R.2 nella Somalia italiana.
Apprezzati sia dagli equipaggi che dagli addetti alla manutenzione, gli R.2 rimasero in servizio nei reparti da ricognizione della Regia Aeronautica fino al 1927 (ancora una volta le fonti sono discordanti tra loro e si trova chi indica la rimozione dal servizio nel corso del 1925). Di sicuro, al 1º luglio 1927, la relazione sul "Programma di sviluppo e bilancio relativo a 92 squadriglie e 3 dirigibili per il 1º luglio 1928" affermava che fossero due le squadriglie che mantenevano ancora in linea gli R.2 ed a quella data le esistenze, escluse le colonie, riportavano 23 esemplari.

## Utilizzatori
Italia
- Servizio Aeronautico del Regio Esercito
- Regia Aeronautica

 Turchia
- Hava Kuvvetleri Müfettişliği

operò con quattro esemplari acquistati dall'Italia.